# غوستافو كوستوديو دوس سانتوس
غوستافو كوستوديو دوس سانتوس هو لاعب كرة قدم برازيلي، ولد في 9 مارس 1997.

## وصلات خارجية
- غوستافو كوستوديو دوس سانتوس على موقع دوري كوريا الجنوبية (الإنجليزية)
- غوستافو كوستوديو دوس سانتوس على موقع قاعدة بيانات كرة القدم.إي يو (الإنجليزية)
- غوستافو كوستوديو دوس سانتوس على موقع Soccerway.com (الإنجليزية)